# أولوغبيك باكاييف
أوليغبك باكاييف (بالأوزبكية: Ulugʻbek Baqoyev)‏‎، من مواليد 28 نوفمبر 1978 في أوزبكستان، لاعب كرة قدم أوزبكستاني.
بدأ مسيرته الكروية مع نادي بوكسورو في عام 1997، ولعب معهم حتى عام 2000، وفي عام 2001 انتقل إلى نادي سيسكا موسكو الروسي، ولعب معهم 7 مباريات، وفي عام 2001 انتقل إلى نادي توربيدو موسكو الروسي، ولعب معهم حتى عام 2002، وشارك معهم في 20 مباراة، وفي عام 2003 عاد إلى نادي بوكسورو، ولعب معهم 7 مباريات وسجل 4 أهداف، وفي عام 2003 انتقل إلى نادي أنديجان، ولعب معهم 3 مباريات وسجل هدف واحد، وفي عام 2003 انتقل إلى نادي نفتيخيميك نزنيكامسك الروسي، ولعب معهم 11 مباراة وسجل 4 أهداف، ومنذ عام 2004 وهو يلعب مع نادي توبول الكازاخستاني.
و قد بدأ باللعب مع منتخب أوزباكستان لكرة القدم في عام 2001.

## كأس آسيا 2007
و قد سجل هدف في مرمى منتخب ماليزيا لكرة القدم.

## روابط خارجية
- أولوغبيك باكاييف على موقع الاتحاد الدولي (مؤرشف)  (الإنجليزية)
- أولوغبيك باكاييف على موقع الاتحاد الأوربي (الإنجليزية)
- أولوغبيك باكاييف على موقع قاعدة بيانات كرة القدم.إي يو (الإنجليزية)
- أولوغبيك باكاييف على موقع ناشيونال فوتبول تيمز (الإنجليزية)
- أولوغبيك باكاييف على موقع Soccerway.com (الإنجليزية)